# Melipotes
Melipotes – rodzaj ptaków z rodziny miodojadów (Meliphagidae).

## Zasięg występowania
Rodzaj obejmuje gatunki występujące na Nowej Gwinei.

## Morfologia
Długość ciała 21,5–30 cm; masa ciała 42–65 g.

## Systematyka
Rodzaj zdefiniował w 1874 roku angielski zoolog Philip Lutley Sclater na łamach czasopisma „Proceedings of the Zoological Society of London”. Gatunkiem typowym jest dziwoliczek złoty (Melipotes gymnops).

### Etymologia
- Melipotes: gr. μελι meli, μελιτος melitos „miód”; ποτης potēs „pijący”, od πινω pinō „pić”[4].

### Podział systematyczny
Do rodzaju należą następujące gatunki:
- Melipotes ater Rothschild & E. Hartert, 1911 – dziwoliczek wielki
- Melipotes gymnops P.L. Sclater, 1874 – dziwoliczek złoty
- Melipotes fumigatus A.B. Meyer, 1886 – dziwoliczek zmienny
- Melipotes carolae Beehler, Prawiradilaga, de Fretes & N. Kemp, 2007 – dziwoliczek okazały